# Dão-Lalalão
Dão-Lalalão é a primeira novela do livro Noites do Sertão de João Guimarães Rosa. O protagonista da novela é Soropita, que passa maior parte da trama em seus devaneios que pouco a pouco invadem a narrativa. A novela, segundo Northrop Frye, tem influência bíblica, quando mostra a relação de um ex-jagunço e de uma ex-"militriz", lembrando o amor arquetípico de Salomão e da Sulamita, o "Amado" e a "Amada" do "Cântico dos cânticos" bíblico. Contem também paráfrases do Apocalipse e algumas referências a Afrodite Pandêmia, deusa do amor no panteão grego.
1. ↑  thatypsique.blogspot.com
2. 1 2